# セラミック顔料
セラミック顔料（セラミックがんりょう）とは、陶磁器・セラミックスの分野において、釉薬の着色という目的で発見・開発されてきた顔料のことである。陶磁器顔料（とうじきがんりょう）、陶磁器用顔料（とうじきようがんりょう）、窯業用顔料（ようぎょうようがんりょう）とも呼ばれる。

## 概説
セラミック顔料は無機顔料に包括されるが、高い耐熱性と釉薬に対する安定性を持つという点において塗料・インキ・絵具・プラスチック等に使用される一般の無機顔料とは異なる一群を形成しているといえる。
従来のセラミック顔料は釉薬の着色という技術から生み出されていたが、近年では酸化物・複合酸化物・ケイ酸塩といった高温で安定な無色の化合物に遷移元素のイオン等を固溶させて発色させるという方法で開発されている。
セラミック顔料は耐熱性・耐候性・耐薬品性に優れている。陶磁器・セラミックス以外のさまざまな分野での利用も検討されるが、総じて一般の無機顔料より単独での色は鈍く着色力が小さいためその利用は限られている。そのため黒色・茶褐色・青色のスピネル系顔料や二酸化チタンを母格子とする褐色顔料では焼成温度を低くして粒子径を小さくおさえることで陶磁器・セラミックス以外のさまざまな分野でも利用が拡大している。また、プラセオジム黄やクロムチタン黄、クロムスズピンクは絵具にも使用されている。

## セラミック顔料と一般の無機顔料の違い
- 組成：一般の無機顔料は酸化物・炭酸塩・硫酸塩・硫化物・アルミニウム粉末・炭素等多種多様だが[2]、セラミック顔料は酸化物・複合酸化物・ケイ酸塩が用いられる[1]。
- クロムについて：一般の無機顔料ではオキサイド・オブ・クロミウム、ビリジアン、コバルトターコイズを除き6価だが[2]、セラミック顔料ではほとんどが3価で6価のものはない[1]。
- 鉛について：一般の無機顔料では黄色顔料、橙色顔料の重要成分となる元素であるが[5]、セラミック顔料では顔料そのものではなく釉薬の重要成分[1]。

## セラミック顔料の色調と特徴

### 黒
黒のセラミック顔料はスピネル系の固溶体によって占められ、これらは亜鉛釉に加えると発色が鈍くなる。このため黒のセラミック顔料で成分として酸化亜鉛を含むものはない。なお黒のセラミック顔料で名称を持つものはないので、「Co-Cr-Fe」や「Co-Mn-Fe」のように成分となる元素の構成により各顔料を区別する。

### 灰色
アンチモンスズグレーやジルコングレー等があるが、アンチモンスズグレーの原料となる酸化スズが高価なため、ジルコングレーが灰色のセラミック顔料の主流となっている。

### 茶褐色・橙色
黒のセラミック顔料同様スピネル系顔料が主要な位置を占めるが、黒の顔料と異なり石灰亜鉛釉で鮮明な呈色をする。そのため茶褐色のスピネル系顔料には成分として酸化亜鉛を含むものがある。スピネル系の顔料以外ではプラセオジム黄とサーモンピンクの併用で茶褐色や橙色の色調を出すことができる。なお黒の顔料同様茶褐色・橙色の顔料も名称を持つものはないので、「Zn-Cr-Fe」や「Zn-Al-Cr-Fe」のように成分となる元素の構成により各顔料を区別する。

### 黄色
古くは鉛の多い釉にしか使用できなかったナポリ黄（Pb-Sb-Fe系およびPb-Sb-Al-Ce系の2種類がある）くらいしかなかったが、プラセオジム黄・バナジウムスズ黄（Sn-V系およびSn-Ti-V系の2種類がある）・バナジウムジルコニウム黄等が開発されたことにより石灰釉や石灰亜鉛釉等でも使用できる黄色の顔料が増えた。なおZr-V-In系はバナジウムジルコニウム黄にインジウムを添加した黄色顔料であり、Zr-Ti-V-In系はバナジウムジルコニウム黄にインジウムおよびチタンを添加した黄色顔料である。また素地用の黄色顔料であるクロムチタン黄（Ti-Cr-Sb系およびTi-Cr-W系の2種類がある）も黄色のセラミック顔料であるといえる。Zr-Si-Cd-S系は一般の無機顔料であるカドミウムイエローをジルコンでコーティングしたものだが、この顔料の色調はプラセオジム黄とサーモンピンクの併用で十分カバーできる。Zr-Y-V系はジルコニアに酸化イットリウム (Y2O3) とバナジウムを固溶させた顔料だが、淡い橙色を呈するため黄色というより橙色の顔料と呼ぶべきである。

### 緑
従来から使用されたピーコックは青緑に近く、同じく従来から使われたビクトリアグリーンは黄緑に近いため、緑そのものの色調を呈する顔料は適切なものがなかった。だがプラセオジム黄とバナジウムジルコニウム青の併用により黄緑から青緑まで非常に広い範囲の緑をセラミックスで使用できるようになった。緑のセラミック顔料としては他にクロムグリーン（Al-Cr系）およびCr系、青緑を呈するCo-Cr系等がある。

### 青
紺青（プルシアンブルーとは無関係）・海碧・Co-Zn-Si系・Co-Si系・バナジウムジルコニウム青等がある。紺青・海碧・Co-Zn-Si系・Co-Si系はいずれも紫味を帯びた青を呈し、バナジウムジルコニウム青は緑味を帯びた青を呈する。

### 紫
クロムスズライラック・ライラック等がある。

### ピンク
クロムスズピンク・陶試紅・サーモンピンク・クロムアルミナピンク等がある。

### 赤
一般の無機顔料であるカドミウムレッドをジルコンでコーティングしたファイアーレッドが使用されている。